# Ariathisa desertorum
Ariathisa desertorum là một loài bướm đêm trong họ Noctuidae.